# 真珠湾
座標: 北緯21度21分33秒 西経157度57分07秒 / 北緯21.359255度 西経157.951813度

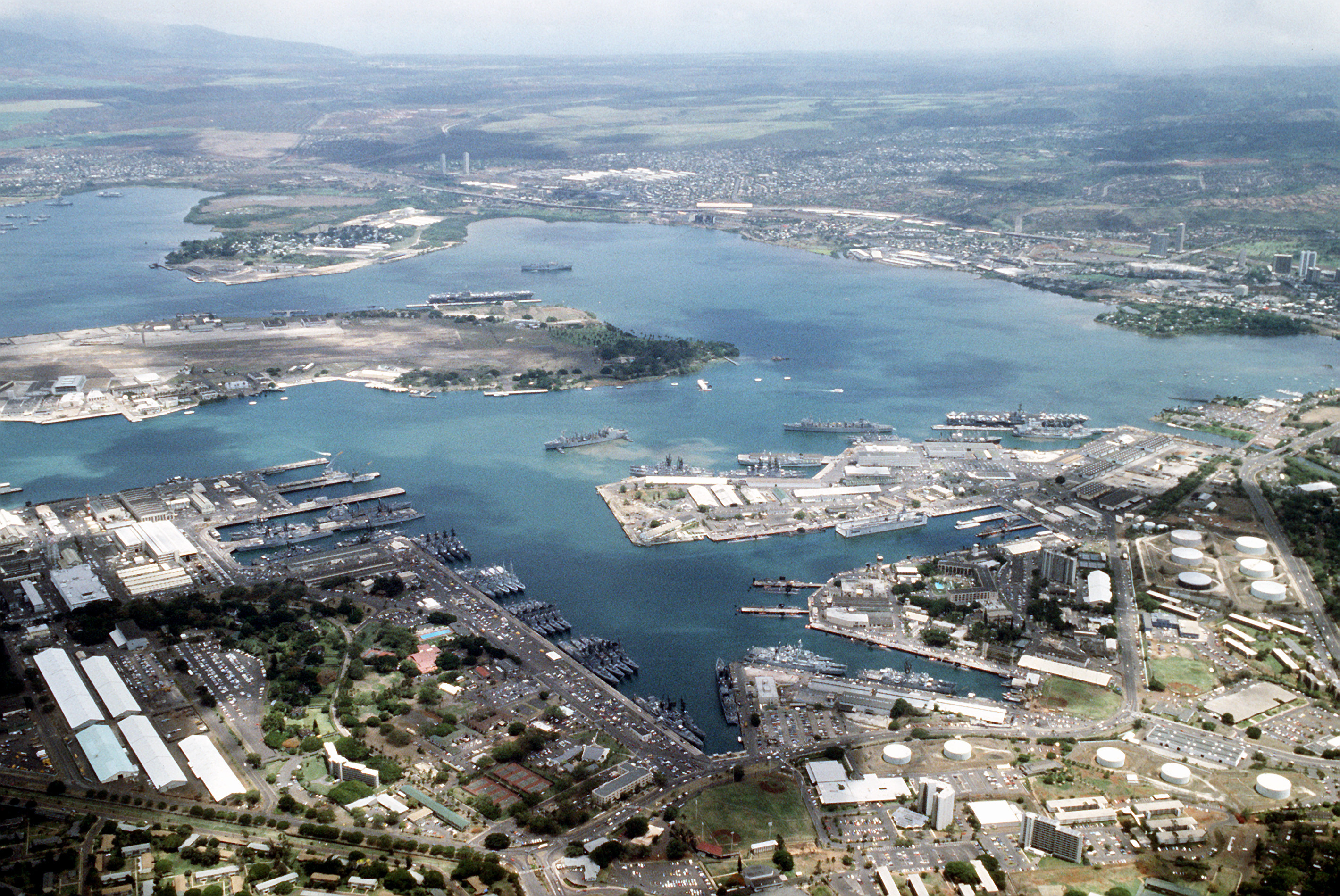
パールハーバー鳥瞰図

真珠湾（しんじゅわん、旧字体眞珠灣）、またはパールハーバー（Pearl Harbor）は、アメリカ合衆国ハワイ州オアフ島パール・シティにある入り江の一つであり、湾内にはアメリカ海軍太平洋艦隊司令部などアメリカ軍の大規模な軍事拠点（軍港）（パールハーバー海軍基地）が置かれている。州都ホノルルの西約10kmの位置のパール・シティにあり、隣接地にはアメリカ軍飛行場に併設されたダニエル・K・イノウエ国際空港がある。

## 概要
この地域にはアメリカ海軍太平洋艦隊の司令部や太平洋空軍の基地などになっており、これらを統括するアメリカインド太平洋軍司令部に隷属して、海軍と空軍の統合基地であるパールハーバー・ヒッカム統合基地があり、ダニエル・K・イノウエ国際空港が併設されている。また、海軍の乾ドックなどをはじめ軍関連施設が数多く配置され、立入禁止・撮影禁止区域も多い。湾内のフォード島側には国定歴史建造物として、大日本帝国海軍（以後、日本海軍）による真珠湾攻撃で撃沈された戦艦「アリゾナ」などの記念施設が一般に公開されており、日本では観光地としても知られている。
太平洋戦争緒戦である真珠湾攻撃では、停泊中の戦艦8隻、重巡洋艦2隻、軽巡洋艦6隻、駆逐艦29隻、魚雷艇及び敷設艦や水上機母艦、潜水艦や標的艦「ユタ」などが、日本海軍の攻撃目標となった 。この攻撃に先立ち日本海軍は、真珠湾のように湾内に島のある形状が似ている錦江湾（鹿児島県）が深度も浅く、主に航空魚雷を用いた雷撃機の訓練場に適するとの判断から攻撃の訓練や演習を行なった成果が攻撃の成功をもたらした。
公開されている衛星写真などから、湾内のフォードアイランドにあった海軍飛行場跡地、周辺にある航空博物館、海軍関係者の住宅、潜水艦や駆逐艦が整備されている様子、沈没戦艦「アリゾナ」の水面下の艦影や記念施設、記念艦として展示されている戦艦「ミズーリ」や潜水艦「ボーフィン」、ミドルロックに停泊する多数の艦船なども確認できる。

## 地勢と呼称

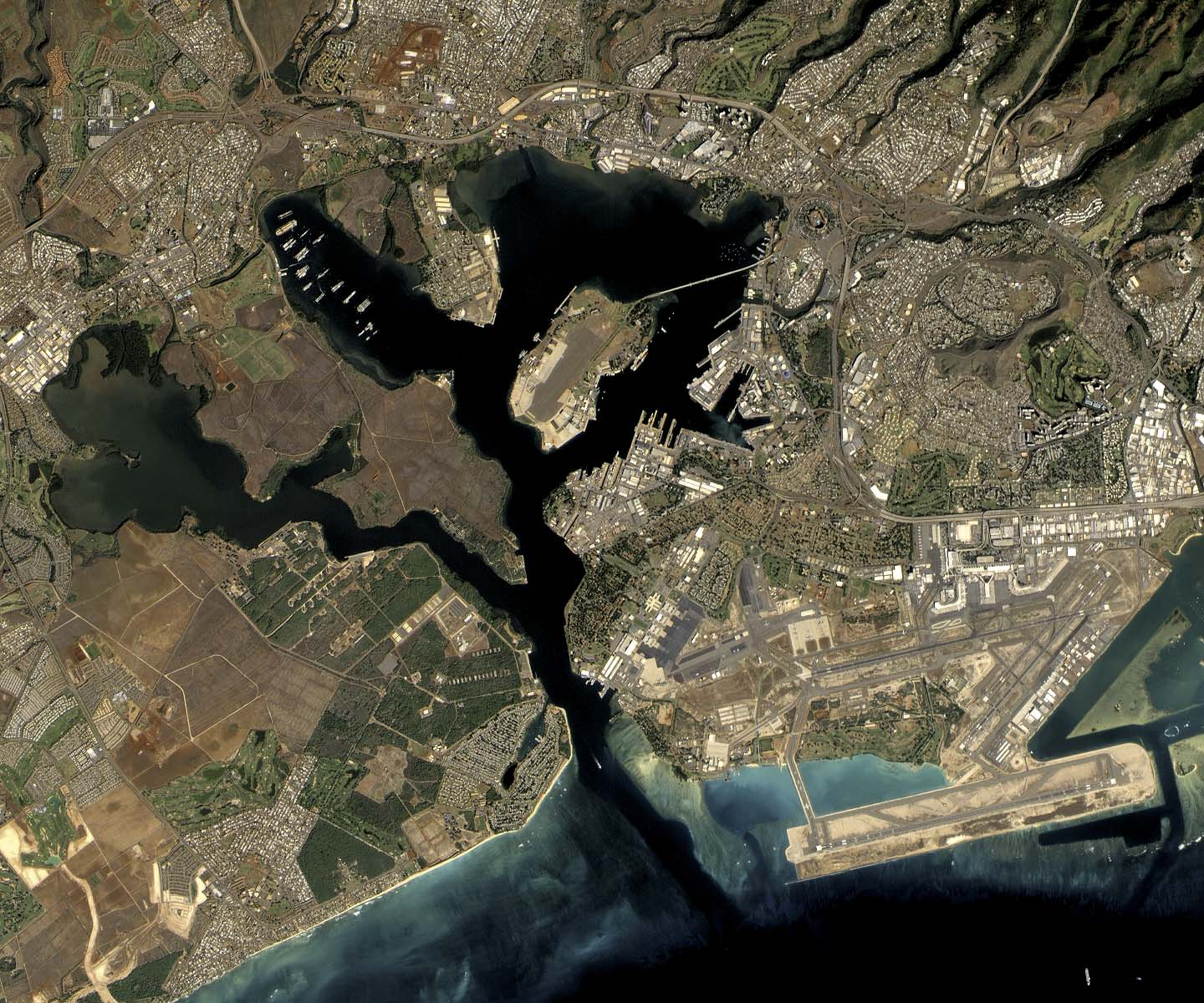
米軍拠点の地勢：Pearl Harbor

古くは、ハワイ語でWai Momi（ワイ・モミ、真珠の水域）と呼んだ。英語名“Pearl Harbor”は、“Wai Momi”の訳である。かつては、同様の意味で、“Pearl River”あるいは“Pearl Lochs”と呼ばれたこともあった。これらの名称や上空写真からも、真珠湾の地形が複数の河口から出来た入り江（Loch,Bay）などであることが分かり、英語の“Harbor”に対応した日本語では泊地などもあり、船舶が停泊できる湾や入り江などの船溜を示唆している地形・地名ともいえる。また、それぞれの入り江などには名称があり、湾口から反時計回りに「Pearl Harbor」「Southeast Loch」「Aiea Bay」「East loch」「Middle Loch」「West Loch」などの入江や湾になっている。真珠湾攻撃当時（1941年）のアメリカ陸軍航空軍ヒッカム飛行場（写真の右下）は、アメリカ空軍航空基地を経て、2010年にパールハーバー・ヒッカム統合基地になる。また、基地の東側には民間施設のダニエル・K・イノウエ国際空港があり、基地の滑走路を利用している。
アメリカ軍拠点名の“Pearl Harbor”を「真珠湾」とした初出は、外務省や、民間では1900年代初頭より見られる。なお、日本海軍は開戦以前からアメリカ海軍の拠点名を真珠湾、真珠港、真珠軍港、などの表記を用いた。一例として、1917年にハワイを訪問した装甲巡洋艦「常磐」が、当時の真珠湾の様子を記録している。
「真珠湾」の初出は1941年12月に日本軍のハワイ・オワフ島攻撃を報じた新聞の紙面とされ、原徳三によるとこの時に「白亜館は日本軍が真珠湾に対し攻撃を開始したと発表」と書いた文章が「真珠湾」の始まりであるという。原によると開戦時点での大本営にはPearl Harborを指す語は無く、また山本五十六はこの地を「真珠港」と書いていた。大本営発表が初めて「真珠湾」の語を用いたのは1942年3月7日付けの、特殊潜航艇による特別攻撃隊公報であるとされる。

## 追悼施設及び追悼行事
1941年12月の真珠湾攻撃の地であり、アリゾナ・メモリアルなどの追悼施設があるほか、毎年12月には追悼行事が行われている。また毎年12月7日当日には全国的にアメリカではテレビなどの番組で"Remembering Pearl Harbor"などと放送される。

### アリゾナ・メモリアル

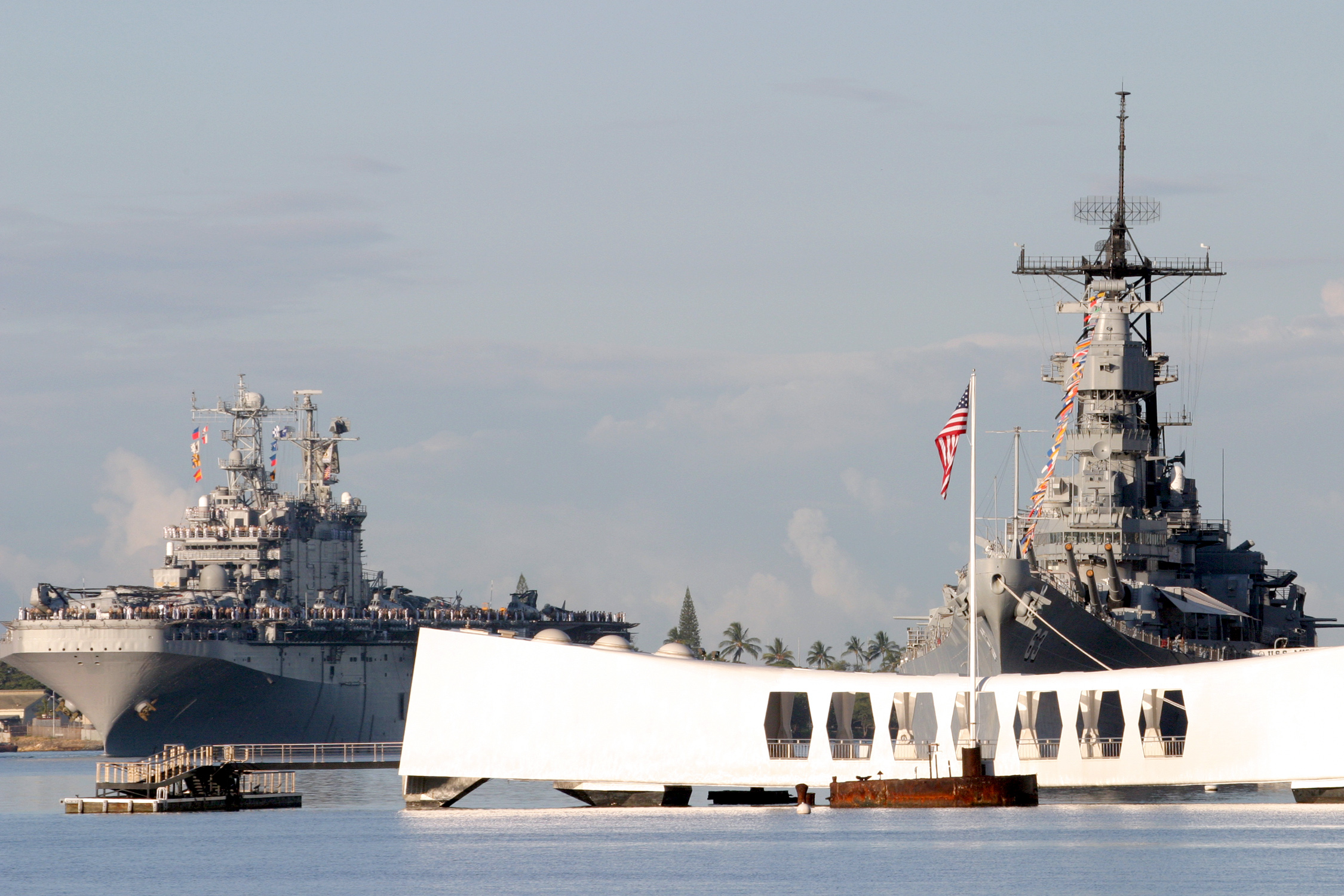
アリゾナ・メモリアル 奥にみえるのはアイオワ級戦艦「ミズーリ」

1950年3月7日、アーサー・W・ラドフォード提督（当時の太平洋艦隊司令長官）は「アリゾナ」の残骸の上に国旗を掲揚することを命じた。また、アイゼンハワー大統領とケネディ大統領の任期の間に政府はアリゾナの残骸を国定慰霊碑にすることを決定し、1962年5月30日に正式に指定された。
アリゾナ・メモリアルは、戦死した乗組員の名が刻まれた大理石の壁が船体の上を横切る形で設置されている。「アリゾナ」の上部構造及び主砲塔4基のうち3基は撤去されたが、一基の主砲塔リングは現在も水面下に確認できる。追悼式が毎年生存者も参加して行われている。海上自衛隊の艦艇は真珠湾を通過する際、「アリゾナ」に対して敬礼を行っている。
2010年現在も船体から油が漏れだし水面に浮かんでいる。一日あたり1クォートの油が漏れ続けている。乗組員達は最後の生存者が死ぬまで油は漏れ続けるだろうと語っている。生存者の多くは、自らの死後火葬の上、遺灰を「アリゾナ」に撒いてもらうよう準備している。海軍は湾の環境悪化を懸念して油の漏出対策を考慮している。
アリゾナ・メモリアルは1966年10月15日に国家歴史登録財に登録された。艦自体は1989年5月5日にアメリカ合衆国国定歴史建造物に指定された。

### 追悼式典
毎年12月には追悼式典が真珠湾で行われている。2016年には米海軍と在ホノルル日本総領事館主催の初の日米共催となる追悼式典も行われた。

### 日本の首相による真珠湾訪問
日本の現職首相もこれまで何度か真珠湾を訪問している。
- 1951年、吉田茂首相が真珠湾に面した太平洋艦隊司令部を訪問[14]。
- 1956年10月、鳩山一郎首相がモスクワでの日ソ交渉を終えた帰途に真珠湾を訪問。礼砲による歓迎があり、儀仗兵の閲兵も行われた[14]。
- 1957年6月、岸信介首相がアイゼンハワー大統領との会談で訪米した際に真珠湾を訪問。礼砲による歓迎があり、儀仗兵の閲兵も行われた[14]。
- 2016年12月、安倍晋三首相が真珠湾を訪問（真珠湾への訪問を主目的とする初の訪問）[14]。